# Pic Alt del Cubil
Le pic Alt del Cubil est un sommet d'Andorre culminant à 2 833 mètres d'altitude dans la paroisse d'Encamp.

## Toponymie
- Cubil est un toponyme typiquement andorran signifiant « trou » ou « tanière » [2]. Ce terme est lui même d'origine latine, provenant de cubile dont la signification est identique[2].
- L'adjectif Alt (« haut ») différencie ce sommet du pic Baix (« bas ») del Cubil[3], moins élevé (2 705 m[1]), situé légèrement plus à l'est[1].
- Pic a le même sens en catalan qu'en français et désigne un sommet pointu[4] par opposition aux tossa et bony fréquemment retrouvés dans la toponymie andorrane et qui correspondent à des sommets plus « arrondis »[5].

## Géographie

### Topographie
Le pic Alt del Cubil fait partie du cirque des Pessons dont il constitue la limite septentrionale entre le pic des Pessons à l'ouest (2 857 m) et le pic Baix del Cubil à l'est (2 705 m). Il surplombe de ce fait au sud les nombreux lacs disséminés dans le cirque et notamment l'estany del Meligar. Au nord il domine le lac éponyme del Cubil.

### Géologie

Le pic Alt del Cubil sur la carte géologique de l'Andorre. Le batholite mentionné apparaît en rouge dans le Sud-Est du pays.

Le pic Alt del Cubil est situé sur la chaîne axiale primaire des Pyrénées. Il est formé de granite (en particulier de granodiorite) , et se trouve, comme tout le Sud-Est de l'Andorre, sur le batholite granitique de Mont-Louis-Andorre qui s'étend jusqu'en Espagne et couvre une surface de 600 km2. Le relief du cirque des Pessons a ensuité été modelé par les glaciations.

### Climat
| Mois                              | jan. | fév. | mars | avril | mai   | juin  | jui. | août  | sep.  | oct.  | nov.  | déc. | année   |
| --------------------------------- | ---- | ---- | ---- | ----- | ----- | ----- | ---- | ----- | ----- | ----- | ----- | ---- | ------- |
| Température minimale moyenne (°C) | −5,8 | −6,6 | −5,2 | −3,8  | −0,5  | 2,8   | 5,3  | 5,3   | 3,1   | 0,8   | −2,6  | −4,6 | −0,8    |
| Température moyenne (°C)          | −3,5 | −3,7 | −2,2 | −1,5  | 3,1   | 7,2   | 10,6 | 10,3  | 7,3   | 3,9   | −0,4  | −2,4 | 2,1     |
| Température maximale moyenne (°C) | −1,2 | −1   | 1    | 1     | 4,8   | 11,6  | 13,8 | 13,8  | 10,9  | 6,9   | 2,1   | 0    | 5       |
| Précipitations (mm)               | 82,6 | 43   | 58,6 | 105,2 | 132,2 | 124,5 | 95,1 | 107,2 | 107,8 | 110,9 | 126,4 | 98,4 | 1 191,7 |

## Voies d'accès
Il est possible de rejoindre le sommet depuis les Cortals d'Encamp ou encore depuis Grau Roig,.